# Sinodolichos lagopus
Sinodolichos lagopus är en ärtväxtart som först beskrevs av Stephen Troyte Dunn, och fick sitt nu gällande namn av Bernard Verdcourt. Sinodolichos lagopus ingår i släktet Sinodolichos och familjen ärtväxter. Inga underarter finns listade i Catalogue of Life.